# اسپلانادی

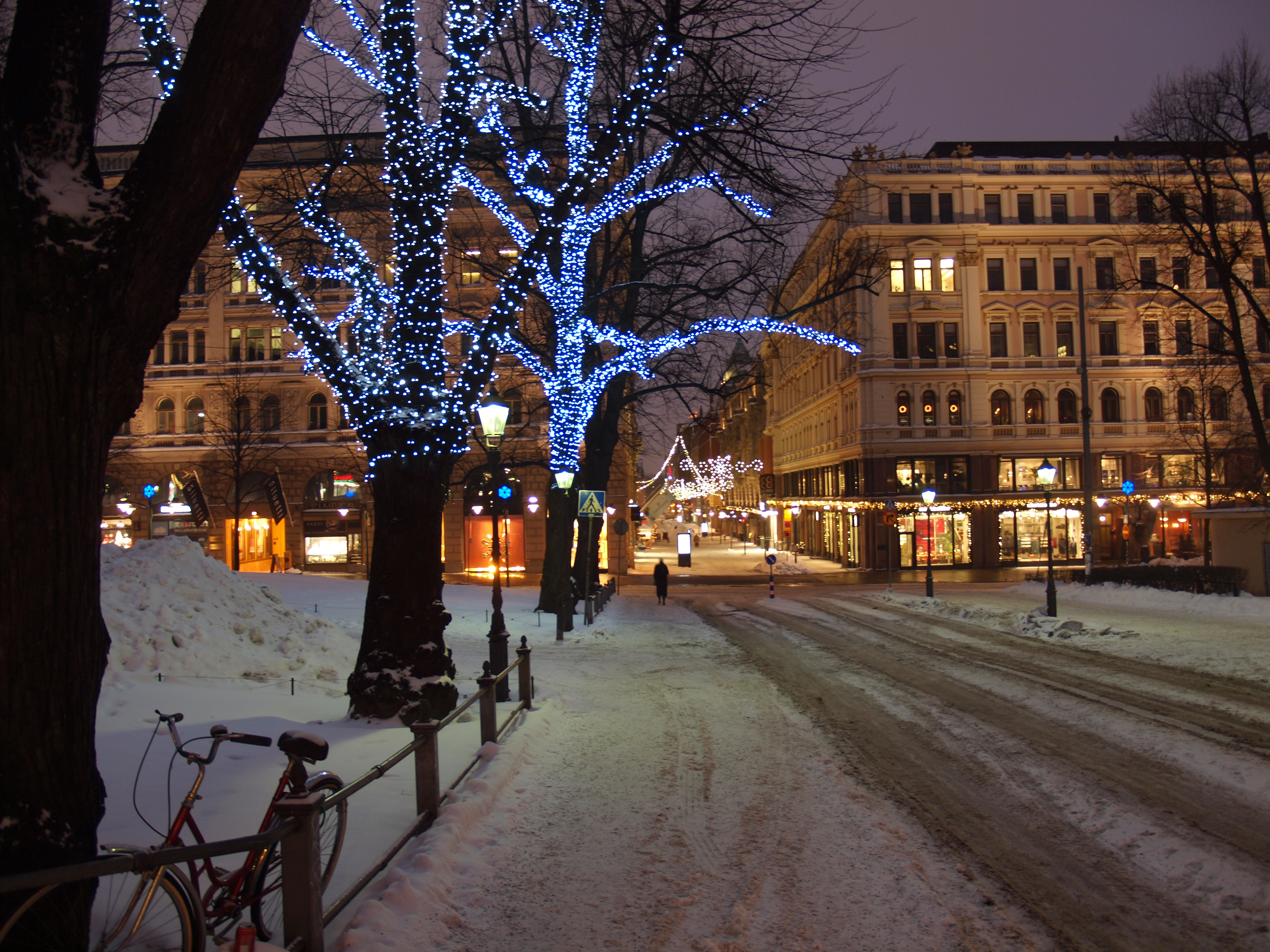
پارک اسپلانادی در زمستان

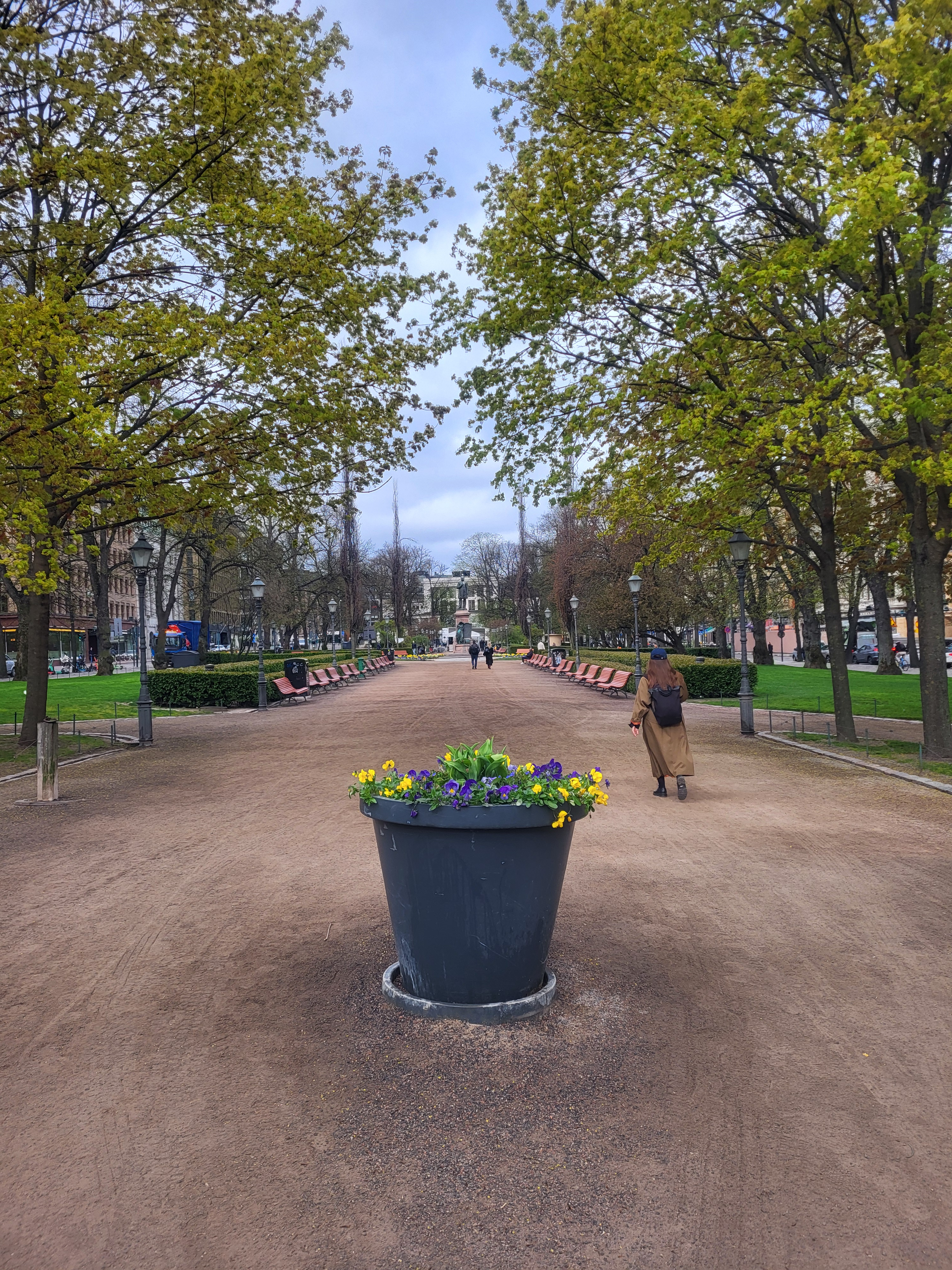
اسپلانادی پارک هلسینکی فنلاند

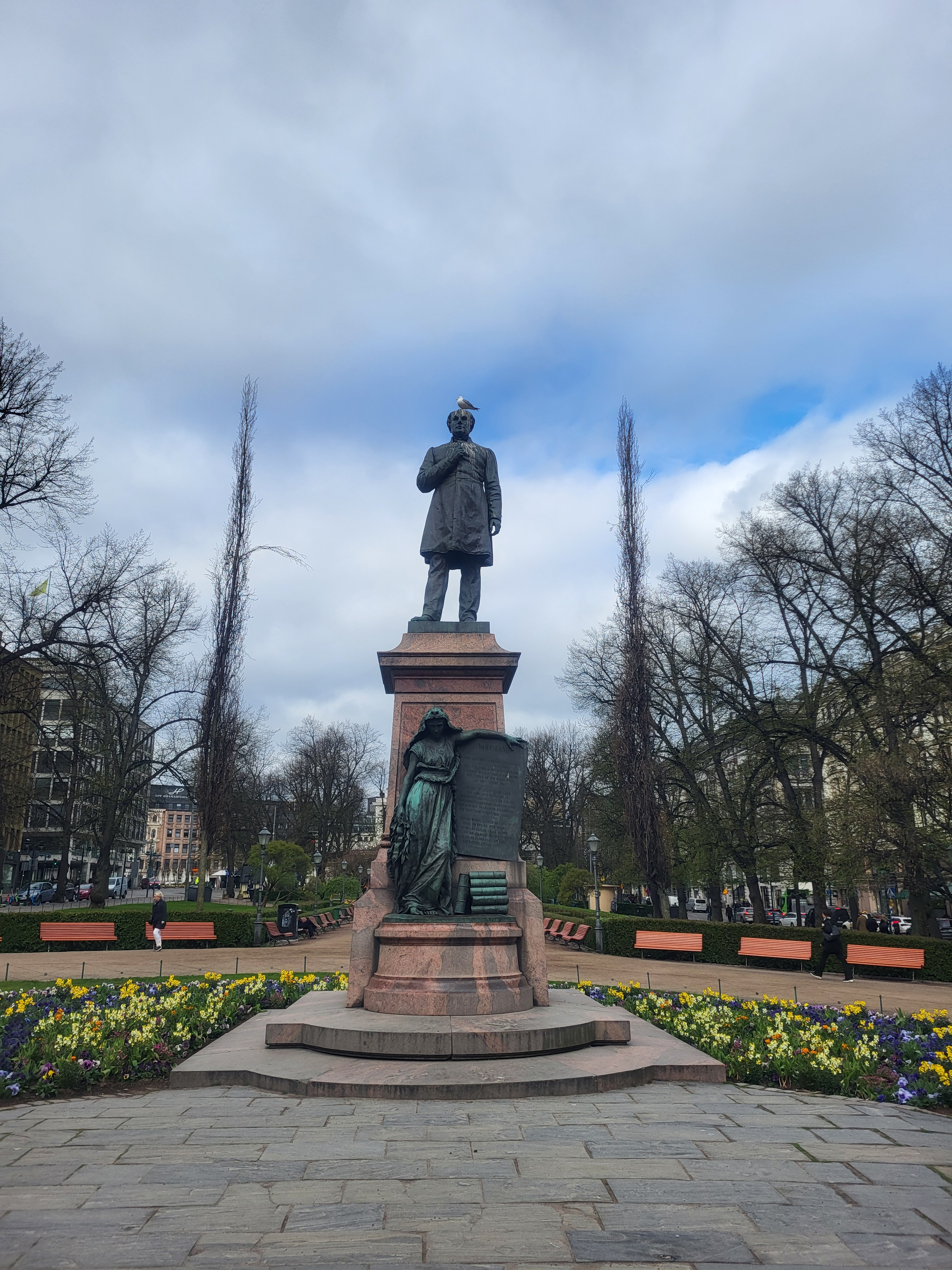
مجسمه یوهان لودویگ روهنبرگ در اسپلانادی پارک هلسینکی فنلاند

اسپلانادی Esplanadi (سوئدی: Esplanaden) که در محاوره با نام اِسپا شناخته می‌شود، پیاده‌راه و پارکِ شهری در مرکز شهر هلسینکی پایتخت فنلاند است که بین میدانِ ارُت‌تایا و میدان بازار واقع است. در ضلع‌های شمالی و جنوبی‌اش به ترتیب با خیابان‌های Pohjoisesplanadi (اسپلانادی شمالی) و Eteläesplanadi (اسپلانادی جنوبی) همسایه است. Aleksanterinkatu:en: موازی اسپلانادی است.